# 강릉우편집중국
강릉우편집중국(江陵郵便集中局)은 강원특별자치도 영동지역의 우편물을 자동 구분 처리하는 등의 업무를 수행하는 강원지방우정청 소속 우편집중국이다. 강원특별자치도 강릉시 하슬라로 114(교동)에 있다.
2002년 6월 17일에 개국해서 그 해 7월 8일에 업무를 개시했다.

## 기본 정보
- 주소: 강원특별자치도 강릉시 하슬라로 114(교동)
- 우편번호: 25517

## 관할구역
- 강릉시, 양양군, 속초시, 고성군, 동해시, 삼척시

## 조직
- 기술과
  - 우편기계계
  - 동력설비계
- 지원과
  - 서무계
  - 회계계
  - 접수계
- 업무과
  - 물류총괄계
  - 우편소통계